# Serraniculus
Serraniculus is een monotypisch geslacht van straalvinnige vissen uit de familie van zaag- of zeebaarzen (Serranidae).

## Soort
- Serraniculus pumilio Ginsburg, 1952